# Echiodon
Echiodon (Thompson, 1837) è un genere di pesci ossei marini appartenenti alla famiglia Carapidae.

## Distribuzione e habitat
Il genere è presente in tutti gli oceani soprattutto nelle zone temperate. La specie E. dentatus è presente nel mar Mediterraneo, E. drummondii è segnalato per il mar Adriatico probabilmente in seguito a un errore di determinazione.
Bentonici. Vivono in una varietà di ambienti, la maggior parte a qualche decina o centinaio di metri di profondità sulla piattaforma continentale o sull'alta scarpata ma altre sono pesci abissali che si possono trovare fin quasi a 4000 metri.

## Biologia
Hanno abitudini notturne. Contrariamente al più noto genere Carapus appartenente alla stessa famiglia non sono commensali di invertebrati marini.

## Tassonomia
Il genere comprende 13 specie:
- Echiodon anchipterus
- Echiodon atopus
- Echiodon coheni
- Echiodon cryomargarites
- Echiodon dawsoni
- Echiodon dentatus
- Echiodon drummondii
- Echiodon exsilium
- Echiodon neotes
- Echiodon pegasus
- Echiodon prionodon
- Echiodon pukaki
- Echiodon rendahli